# Lodron
I Lodron, o Lodrone, sono una famiglia nobile trentina, originaria della piana di Storo, in Valle del Chiese a nord del lago d'Idro. I primi documenti che ne attestano la storia risalgono alla fine del 1100, anche se leggende del passato parlavano di un Silvestro di Lodron partecipante alla prima crociata del 1099.
Dalla piana di Storo, i Lodron estendono il loro dominio a Pieve di Bono con Castel Romano, in Val Vestino a Magasa e in Val Rendena. Nel 1452 ottengono il titolo e la dignità di conti dell'Impero e l'amministrazione della Contea di Lodrone. In quel secolo, nel 1456, i Lodron estendono la loro presenza e influenza in Vallagarina, impossessandosi, mano armata, dei castelli di Castelnuovo-Noarna di Nogaredo e di Castellano strappandoli alla famiglia dei Castelbarco. Il loro dominio si arricchì inoltre di possedimenti nel Bresciano con il feudo di Cimbergo, in Valcamonica, e proprietà a Concesio, in Val Trompia e nel Veronese. Successivamente la Casata sposta i centri dei propri interessi in terra austriaca, dove nel Seicento Paride Lodron di Nogaredo Castellano (Villa Lagarina) e Castelnuovo Noarna diventa arcivescovo di Salisburgo. Dalla fine del XVII secolo la famiglia Lodron ha maggiori interessi in territorio austriaco ed in gran parte là dimora.
La famiglia può vantare matrimoni con membri di Case Sovrane, come quelli, nel 1817, del Conte Clemente Giuseppe con la Principessa Maria Antonia di Hohenzollern, e (assai più recentemente) della contessa Beatrice di Lodron-Laterano (n. 1961) con il Principe Wolfang di Baviera (n. 1960).

## Storia

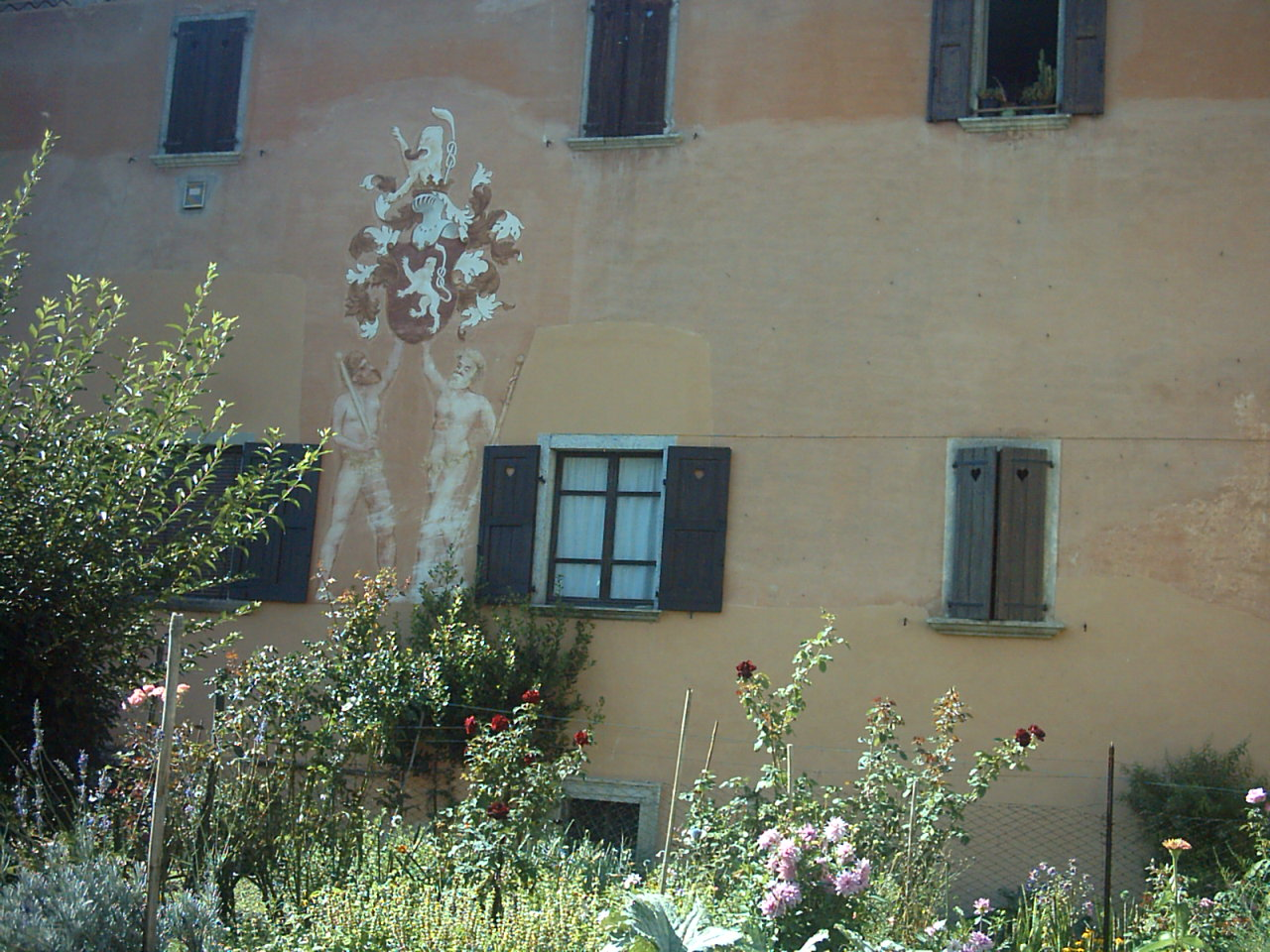
Lo stemma di famiglia dei conti Lodron sulla facciata del palazzo Caffaro a Lodrone (comune di Storo, in provincia di Trento)

Nei documenti storici il nome Lodron ricorre la prima volta in un contratto d'affitto del 10 marzo 1086 che gli uomini di Lodrone conclusero con quelli di Anfo per lo sfruttamento dei pascoli nella valle del Caffaro e per il diritto di pesca nel lago d'Idro: nel documento è citato un certo Calapino di Lodrone. Lo stesso Calapino di Lodrone risulta, in un documento del 27 agosto 1185, vassallo del conte Enrico di Appiano. Il castello di Lodrone venne affidato, in feudo il 24 agosto del 1189 dal vescovo di Trento Corrado II di Beseno, a tredici uomini "de Setauro" (Storo), i quali rappresentavano le sette famiglie che avevano giurato di aiutarsi vicendevolmente per l'ottenimento dei beni appartenuti a Calapino di Lodrone, il precedente 4 giugno nella chiesa di San Floriano di Storo.
Secondo una tradizione popolare Silvestro Lodron sarebbe stato a fianco di Goffredo di Buglione nella prima crociata (1095 - 1099), ma non esistono prove di questa partecipazione.
Nel 1361, in seguito ad una spartizione dei possedimenti, la casata si divise nei rami di Castel Lodrone e di Castel Romano. Nel documento di divisione di beni tra Albrigino I ed i nipoti Parisino II, Antonio e Pietrozotino è nominata la giurisdizione civile e criminale in Lodrone e in Val Vestino. Questa prima divisione si risolse dopo poche generazioni, quando i Lodron di Castel Lodrone strapparono con violenza le proprietà ai loro cugini Lodron di Castel Romano.
I Lodron, vassalli del principe vescovo di Trento, approfittando della posizione di confine delle loro terre e delle lotte del principato vescovile di Trento con i conti del Tirolo, i Visconti di Milano, gli Scaligeri di Verona e la Repubblica di Venezia, acquisirono potere, diritti e terre nelle Giudicarie, in Val Rendena, Val Lagarina, estendendo i propri possedimento a Trento e in Tirolo, in Piemonte, in Carinzia a Salisburgo e in Baviera.

### Paride il Grande con i figli Giorgio e Pietro
Paride II Ottone (1380-1439)), detto "Paride il Grande", figlio di Pietro Ottone (Pietrozotto) "il Pernusperto" (figlio d'Albrigino), fu un comandante delle truppe veneziane nella guerra contro il ducato di Milano. L'11 giugno 1441 venne nominato conte di Cemmo e Cimbergo, in Val Camonica, al posto di Bartolomeo della Torre, grazie all'aiuto fornito ai veneziani in quei territori nel 1438..

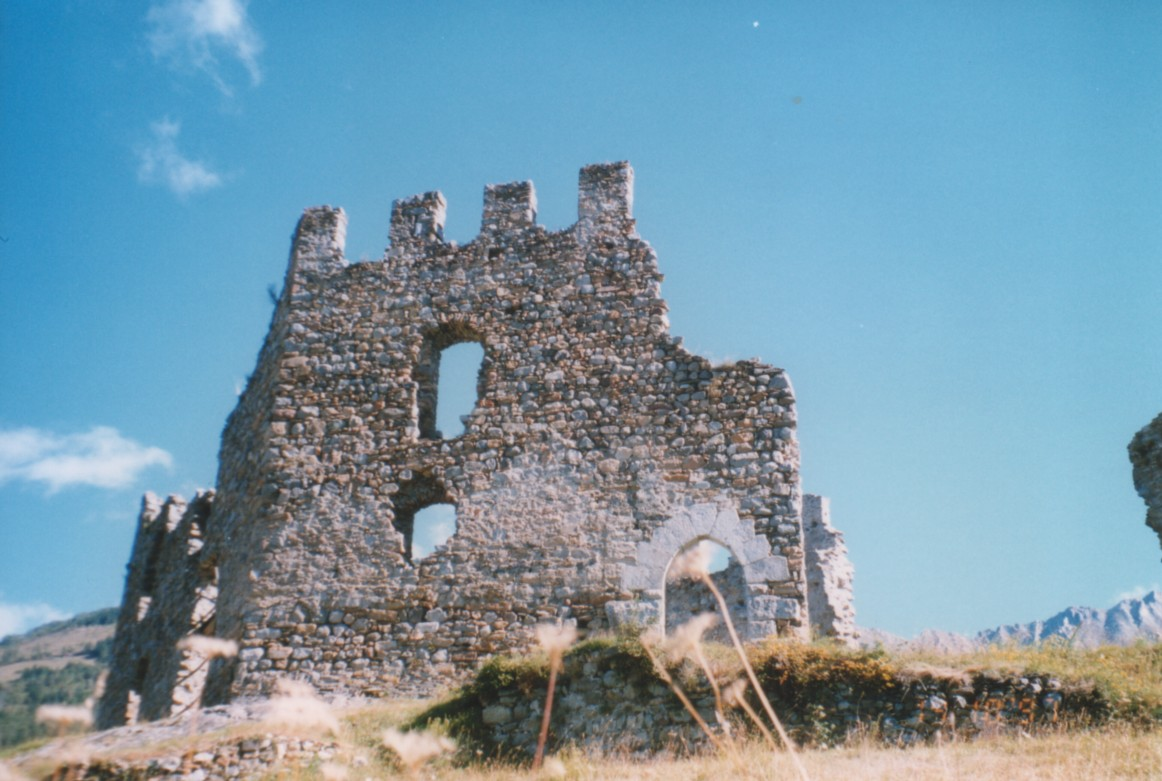
Resti del Castello di Cimbergo in Val Camonica, fu in possesso dei Lodrone

I figli Giorgio (1400 – 1461) e Pietro (140? – 1485)  ricevettero da Venezia il castello di Cimbergo in Valcamonica con la contea e Bagolino. Furono presenti a Roma all'incoronazione di Federico III. Il 6 aprile 1452 Federico III concesse a loro e ai loro legittimi eredi il titolo e la dignità di conti dell'Impero. Nel 1456 furono incaricati dal principe vescovo di Trento Giorgio Hack (1446 – 1465) di conquistare le roccaforti di Castelnuovo di Noarna-Nogaredo (Italia), Castellano, Nomi e Castel Corno che Giovanni Castelbarco non intendeva riconoscere come feudi di Trento. I due fratelli Lodron tennero poi per sé Castelnuovo e Castellano.
Nella seconda metà del Cinquecento i Lodron estesero la loro influenza nel Bresciano a Salò ove ebbero un collegio e un seminario per i chierici del contado e a Concesio dove eressero un palazzo ora noto come palazzo Montini (ove nacque Giovanni Battista Montini divenuto poi papa Paolo VI).

#### Lodron di Castel Romano e Lodron lagarini o di Castellano e di Castelnuovo-Noarna di Nogaredo

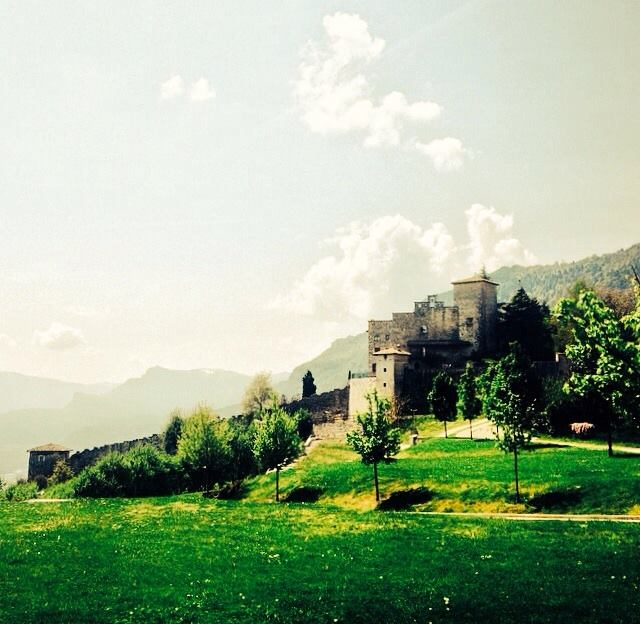
Il Castello di Castellano, centro del potere dei Lodron in Vallagarina

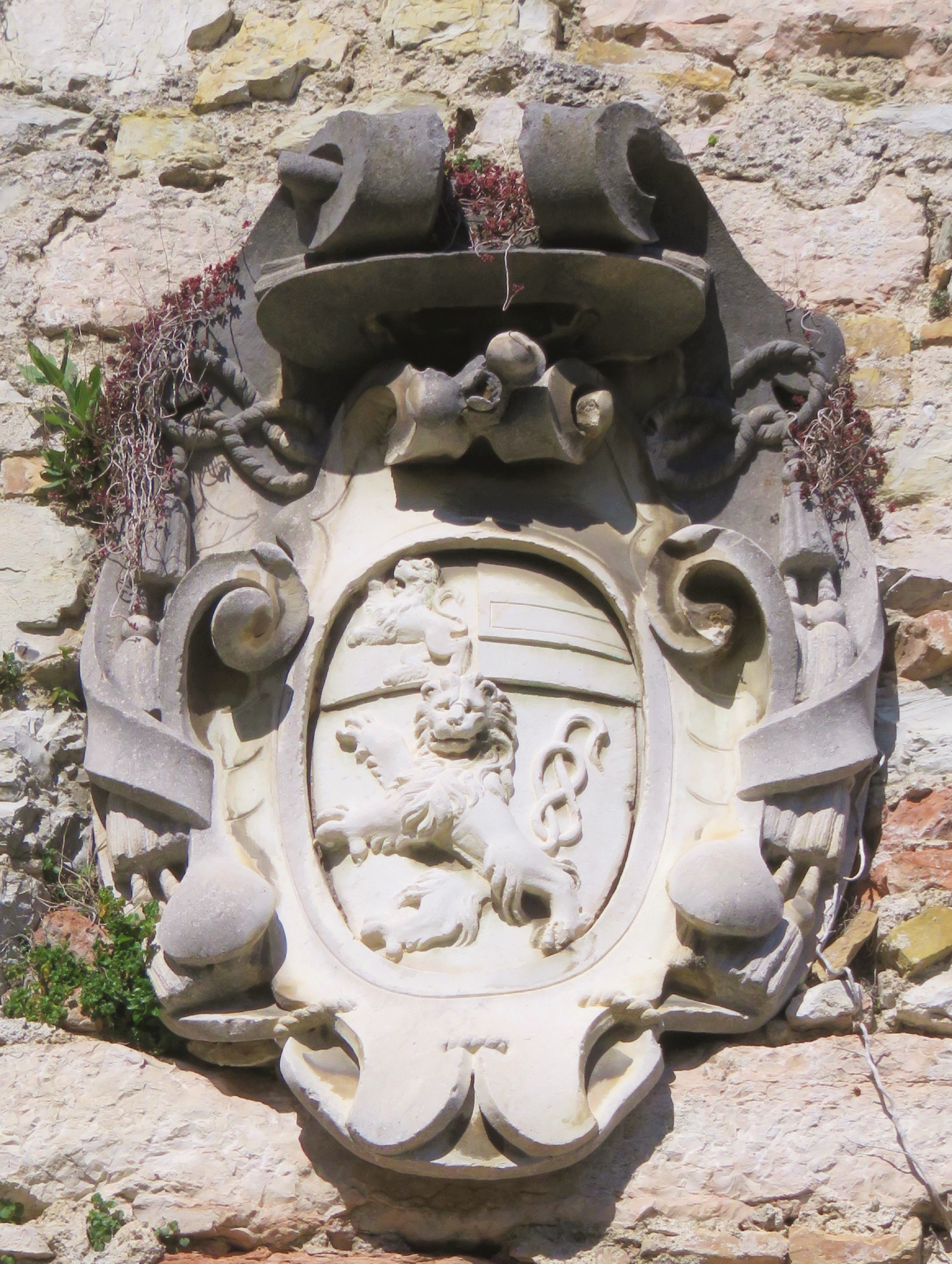
Castelnuovo di Noarna. Stemma del conte Paride di Lodron, posto sulla porta-torre

I due fratelli Giorgio e Pietro si divisero le proprietà in modo che i feudi lagarini di Castelnuovo-Nogaredo e di Castellano, recentemente acquisiti, assieme all'avito Castel Romano nelle Giudicarie sono di proprietà del solo Pietro Lodron. Suo figlio Martino ed i sei figli dell'altro suo figlio, Paride, poi si dividono le proprietà in modo che al primo rimane Castel Romano ed ai figli di Paride i due feudi lagarini. In seguito, circa 1530, i due feudi lagarini sono così divisi: a Nicolò e Giov.Francesco il feudo di Castelnuovo e ad Agostino ed Andrea il feudo di Castellano. Alessandro è prete a Pomarolo ed il sesto fratello Antonio è probabilmente deceduto non comparendo nella divisione.
Il Feudo di Castellano passò a Felice, Antonio ed Agostino figli di Agostino, Andrea morì senza lasciare prole legittima. Felice si sposò, ebbe figli ma morirono in tenera età, Agostino morì trentenne di ritorno dalle Puglie, ultimo della linea di Castellano fu Antonio Lodron di Castellano, canonico e preposito del capitolo e presidente della camera del principato di Salisburgo. Antonio lasciò il Feudo di Castellano a Nicolò Lodron di Castelnuovo-Noarna di Nogaredo che divenne il nuovo signore di Castellano.
Nicolò Maria Lodron fu investito del feudo di Castelnuovo nel 1532; da questi passò al figlio Paride Lodron e all'altro figlio Gasparo avuto in seconde nozze. Paride ebbe Nicolò Lodron (1549-1621 sposato con Dorothea Welsperg. Loro figlio primogenito fu Paride Lodron (1586-1653), che fu principe arcivescovo di Salisburgo dal 1619 al 1653, altro loro figlio era Cristoforo padre a sua volta di Francesco e Paride. Quest'ultimo Paride, morto nel 1703, fu l'ultimo dei Lodron lagarini.
Paride, principe vescovo di Salisburgo, dotò la sua famiglia di immense ricchezze. Istituì il "maggiorasco della primogenitura Lodron" assegnandolo a suo fratello Cristoforo (possedimenti feudali che sarebbero passati in eredità al solo primogenito di questi); nel 1653 istituì la "secondogenitura lodroniana" per il secondo figlio del fratello.
L'arcivescovo chiamò inoltre Sebastiano Bartolomeo e Francesco Antonio Lodron, due fratelli del ramo bresciano di Concesio, come vescovi della diocesi di Gurk (sottoposta al Principato arcivescovile di Salisburgo) in Carinzia, reggenti l'uno dopo l'altro dal 1630 al 1652.
Nel 1703 il ramo lagarino o di "Castelnuovo" Noarna e Castellano si estinse e i possedimenti della famiglia passarono ai Lodron delle Giudicarie discendenti da Giorgio, fratello di Pietro (1400-1485) da cui nacque il ramo lagarino dei Lodron.

#### Lodron del ramo di Castel Lodron
Giorgio, figlio primogenito di Paride il Grande e Lucia Nogarola, si sposò in prime nozze a Zelmira Martinengo ed in seconda nozze a Giovanna (oppure Ginevra) Avogadro. Suoi figli legittimi furono Francesco (I), Bernardin e Parisotto Antonio (1463-1505, Paride III).

##### Il ramo di Parisotto Antonio
Un figlio di Parisotto Antonio: Ludovico Lodron partecipò alle guerre contro i turchi. Nella battaglia di Osijek Ludovico fu catturato, decapitato, la sua testa fu portata in trofeo a Costantinopoli.
Figlio più giovane di Parisotto Antonio fu Sigismondo (1532-1563).
Il conte Sebastiano Paride Lodron (Salò, 1572 – Trento, 1611), figlio primogenito del conte Sigismondo Lodron (1532-1563) e di Margherita Roggendorf, è stato un condottiero ed ecclesiastico.

##### Il ramo di Francesco I
Figlio primogenito di Giorgio e successore su Castel Lodron fu Francesco I Conte di Lodron (1468-1505), sposato a Calepina Calepini oppure a Diana di Collalto.
Di suoi cinque figli Paride V (* ca. 1465 – † 1515), Nicola e Giovanni Battista sono a menzionare.
Giovanni Battista Lodron era un condottiere che servì Carlo V, suo fratello Ferdinando I e il figlio di costui, Massimiliano II. Prese parte ad innumerevoli imprese militari prima di trovare la morte nel 1555 nella difesa della fortezza di Casale Monferrato contro i francesi.

##### Il ramo di Paride V del Castel Lodron
Paride (1507-1550), che fu sepolto nella chiesa di Lodrone e di cui esiste ancora la piastra tombale di pietra bianca, ebbe quattro figli: Francesco (1558-1579), Ludovico (1553-1604), Gerolamo (1553-1606) e Paride, canonico del duomo di Trento.
Il secondogenito, Ludovico II, unitamente al fratello Gerolamo, combatté in qualità di capitano nella flotta della Lega Santa e assieme i due fratelli parteciparono, oltre che alla Battaglia di Lepanto (1571), alla difesa dell'isola di Malta (1565) e alla conquista di Tunisi (1573). Ha fatto costruire a Trento il palazzo di via Calepina ora sede del Tribunale Amministrativo Regionale. Ludovico non ebbe eredi ed il suo palazzo passò in proprietà a Gerolamo Lodron (1579-1639), primogenito di suo fratello Francesco (1558-1579) e fondatore del ramo tridentino dei conti Lodron.

##### Il ramo tridentino dei conti Lodron
Successivamente il palazzo passò al figlio di Gerolamo, Paride (1626-1660), dopo al figlio di Paride, Francesco Antonio (1674-1707), che lasciò il palazzo di Trento ai figli Paride e Girolamo Massimiliano (1611-1748). Michele Giovanni Giuseppe Lodron (1708-1773), primogenito di Paride e di Angela Malfatti che fu canonico della cattedrale di Trento, restaurò ed ampliò il palazzo prima di, nel 1743, rinunciare a tutti i suoi beni (ad esclusione di due stanze del palazzo che di seguito destinò a suo fratello Paride, sacerdote) a favore del fratello Antonio (1715-1773) e sposarsi (a Castel Freudenstein) con Carolina Bellini de Fin.
Con la morte di Antonio il palazzo, con tutti gli altri beni della «primogenitura di Trento», passò al figlio Paride Giuseppe Maria (1772-1842), già consigliere dell'imperiale ambasciata di Stoccolma e «savio» del Municipio di Trento. Costui acquistò il Palazzo Lodron di Nogaredo messo in vendita al pubblico incanto per pagare i debiti del defunto Francesco Maria Giuseppe Antonio Lodron (1765–1805, diplomatico austriaco). Paride Giuseppe Maria morì nel 1842 prima che sua moglie Ferdinanda Contessa Bissingen-Nippenburg dava alla luce il secondogenito Ernesto Postumo Lodron (1842- 1898).
Il loro primogenito Carlo Gaetano (1840-1918) si sposò a Vienna con Antonia Lodron, figlia di Costantino (1806-1880) del maggiorasco della primogenitura lodroniana salisburghese il quale ottenne Carlo Gaetano dopo il morte di Costantino ed una lunga causa; morì a Gmünd, la sede del feudo, nel 1918.
Il figlio di Carlo Gaetano, Paride (1869-1925), che prima della guerra abitava nel palazzo di Nogaredo, con la morte del padre si trasferì a Gmünd ove nel 1925 morì senza eredi maschi. Una delle sue tre figlie Maria Antonietta (1904-1933) sposò Alberigo Maria Lodron della secondogenitura lodroniana salisburghese.

##### Il ramo della Primogenitura Lodroniana salisburgese posteriore
Gerolamo (1553-1606) figlio di Paride (1507-1550), menzionato come partecipante della Battaglia di Lepanto (1571), aveva un figlio Filippo Jacopo che, assieme a sua moglie Victoria Collalto, aveva il figlio Ferdinando Filippo alias Philipp Ferdinand, sposato a Polyxena Waldstein. Il ditto figlio nel 1707 riuscì ad aggiudicarsi il diritto della Primogenitura Lodroniana salisburghese.
Suoi figli furono Karl Wenzel (Carlo Venceslao, * 1682 Nogaredo) e Franz Anton (Francesco Antonio, * 1689).
Carlo Venceslao fu seguito dal figlio primogenito Ernesto Maria. Dando che il Palazzo della Primogenitura Lodron si affacciava sulla stessa piazza ove si affacciava anche l'edificio in cui abitava Mozart, il quale diede lezioni di pianoforte alle contessine Luigia e Giuseppina e nel 1776 - 1777 compose per la contessa Antonia Lodron le due Lodronische Nachtmusiken KV 247 e KV 287, per Giuseppina inoltre il concerto per tre pianoforti KV 242. Lo stesso Ernesto Maria Lodron nel 1760 approvò uno statuto votato dai capi famiglia di Nogaredo la Carta di Regola, la quale fu proibita sotto il dominio austriaco in quanto considerata „illecita combriccola di popolo“.
Anche il figlio d'Ernesto Maria, Gerolamo (Hieronymus) Maria († 1824), e noto come mecenate di Wolfgang Amadeus Mozart e Michael Haydn.
Nella generazione seguente con Constantin Conte Lodron-Laterano (* 1806 Vienna, † 1880 Vienna) – la cui figlia Antonia si sposò a Carlo Gaetano (1840-1918) del ramo trentino – il ramo del maggiorasco della primogenitura lodroniana salisburghese terminò.

##### Il ramo di Nicola
Figlio di Francesco I e di Diana di Collalto fu Nicola, sposato Beatrice di Castelbarco. Uno dei loro figli fu Gerolamo Giovanni "Barbarossa" (1526-1579), reggente della Contea di Lodron.

##### Gerolamo "Barbarubra"
Da Gerolamo Giovanni "Barbarossa" (1526-1579), reggente della Contea di Lodrone, nonché "Signore del castello di San Giovanni di Bondone e della Val Vestino", e forse da Margaretha von Roggendorf nacque  Gerolamo Lodron "Barbarubra" (1587–1658). Colui nel 1611 con la morte di Sigismondo Paride di Salò ereditò la proprietà del castello di San Giovanni e la reggenza della Contea di Lodrone. Servì la casa imperiale come condottiero. Nel 1639 assunse il comando di una compagnia di tremila uomini affidatogli da Paride Lodron, arcivescovo di Salisburgo, a sostegno dell'esercito imperiale.
Figlio di Gerolamo "Barbarubra" fu Niccolò Giorgio. Sua moglie Teodora Chizzola gli partorì i figli:
- Sebastian Franz Paris[9],
- Carlo Ferdinando (1663– 1730, presbitero dell'arcidiocesi di Trento) e
- Ludwig Franz (*1666), l'ultimo essendo il capostipite del ramo della Secondogenitura Lodroniana salisburghese posteriore.

Di Sebastian Franz Paris l'unico figlio, Gerolamo Giuseppe (1694–1738), con sua moglie Baroness Margaretha von Ahnen, ebbe figli:
- Nikolaus Sebastian (1719–1792), sposato a Maria von Harrach-Rohrau (1725–1780)
- Kaspar (1721–1790), sposato a Nothburga von Firmian
- Sebastian (1722–1773)
- Anton = Antonio Paride Giuseppe (1715/1723–1766), sposato a Maria Anna di Cles
- Ludwig (1724–1773)
- Johann Nepomuk (1725–1757)
- Massimiliano (1726–1793), arciprete di Villa Lagarina, benefattore, mecenate e reggente della Contea di Lodrone
- Dominik (1728–1806)

Di Antonio Paride Giuseppe e Maria Anna di Cles l'unico figlio,  Francesco Giuseppe Maria Lodron  (1765-1805), fu „Signore della Valvestino„, reggente della Contea di Lodrone, diplomato austriaco e dilapidatore dell'eredità di famiglia, incluso il Palazzo Lodron di Nogaredo.
'Franz (*1666) con sua moglie Baroness Eleonore von Bartholdi (* 1682) ebbe il figlio Joseph Nikolaus (*1710/11, † 1791).

##### Il ramo della Secondogenitura Lodroniana salisburgese posteriore
Joseph Nikolaus, assieme a sua moglie Maria Josepha Walburga nata Contessa Fugger von Kirchberg und Glött, ebbe figli Franz Josef Conte Lodron-Laterano e Castelromano (* 1745) e Karl Franz (1748−1828).
Karl Franz von Lodron fu vescovo di Bressanone dal 16 agosto 1791 al 10 agosto 1828.
Franz Josef Conte Lodron-Laterano e Castelromano (1745–1791) nel 1790/91 fu capitano del Tirolo.
Maria Alois Joseph (1780–1827), figlio del ditto Franz Josef (1745–1791), con sua moglie Maria Anna von Plaz, Freiin zu Thurn ebbe il figlio Karl (1807–1860) che si sposò nel 1835 a Monaco (Baviera) a Theresia Freiin von Gumppenberg con la quale aveva i figli
- Hubert (1845–1885; si sposò a Contessa Emma Lodron-Laterano und Castelromano (1846–1906, figlia del conte Caspar zu Lodron-Laterano und Castelromano) ed Albert (1847–1914), l'ulteriore con i figli Luigi (1891–1969) ed Alberich (Alberigo) (*1895; si sposò a Contessa Maria Antoinetta zu Lodron-Laterano und Castelromano, figlia di Paride Conte Lodron-Laterano e Castelromano (* Nogaredo, 1904, † Rovereto, 1933) e
- Caspar (* Innsbruck, 1815, † Innsbruck, 1895), 1870/71 procuratore del Tirolo e 1873–1880 Presidente del governo di Carinzia.[15], padre della suddetta Emma (* 1846 sposato al suddetto Hubert) e del figlio Karl (*1866, sposato a Maria Gräfin von Lodron-Laterano und Castelromano).[16]

## Albero genealogico
|                   |                      |                           |                                     |                                     |                                     |                                     |                            |                             |                                       |                                       |                              |                                         |                                         |                           |                             |                                    |                                    |                                   |                                   |                           |                                              |                                              |                                        |                                    |                                |                                         |                                         |                                 |                             |                             |                          |                           |                                           |                                           |                               |                                    |                                    |                                    |                                    |                            |                            |                              |                                          |                                          |                                                            |                                                                                |                                                                                |                                         |                                         |                                 |                                 |               |               |                    |                    |                                                   |                                                   |                                             |                    |                     |                     |                 |                 |                                                                |                                                                |                                                 |                                        |               |                |                                           |                                           |                                  |                                                     |                                                     |                       |        |            |            |         |         |
|                   |                      |                           |                                     |                                     |                                     |                                     |                            |                             |                                       |                                       |                              |                                         |                                         |                           |                             |                                    |                                    |                                   |                                   |                           |                                              |                                              |                                        |                                    |                                |                                         |                                         |                                 |                             |                             |                          |                           |                                           |                                           |                               |                                    |                                    |                                    |                                    |                            |                            |                              |                                          |                                          |                                                            |                                                                                |                                                                                |                                         |                                         |                                 |                                 |               |               |                    |                    | LODRON                                            |                                                   |                                             |                    |                     |                     |                 |                 |                                                                |                                                                |                                                 |                                        |               |                |                                           |                                           |                                  |                                                     |                                                     |                       |        |            |            |         |         |
|                   |                      |                           |                                     |                                     |                                     |                                     |                            |                             |                                       |                                       |                              |                                         |                                         |                           |                             |                                    |                                    |                                   |                                   |                           |                                              |                                              |                                        |                                    |                                |                                         |                                         |                                 |                             |                             |                          |                           |                                           |                                           |                               |                                    |                                    |                                    |                                    |                            |                            |                              |                                          |                                          |                                                            |                                                                                |                                                                                |                                         |                                         |                                 |                                 |               |               |                    |                    |                                                   |                                                   |                                             |                    |                     |                     |                 |                 |                                                                |                                                                |                                                 |                                        |               |                |                                           |                                           |                                  |                                                     |                                                     |                       |        |            |            |         |         |
|                   |                      |                           |                                     |                                     |                                     |                                     |                            |                             |                                       |                                       |                              |                                         |                                         |                           |                             |                                    |                                    |                                   |                                   |                           |                                              |                                              |                                        |                                    |                                |                                         |                                         |                                 |                             |                             |                          |                           |                                           |                                           |                               |                                    |                                    |                                    |                                    |                            |                            |                              |                                          |                                          |                                                            |                                                                                |                                                                                |                                         |                                         |                                 |                                 |               |               |                    |                    |                                                   |                                                   |                                             |                    |                     |                     |                 |                 |                                                                |                                                                |                                                 |                                        |               |                |                                           |                                           |                                  |                                                     |                                                     |                       |        |            |            |         |         |
|                   |                      |                           |                                     |                                     |                                     |                                     |                            |                             |                                       |                                       |                              |                                         |                                         |                           |                             |                                    |                                    |                                   |                                   |                           |                                              |                                              |                                        |                                    |                                |                                         |                                         |                                 |                             |                             |                          |                           |                                           |                                           |                               |                                    |                                    |                                    |                                    |                            |                            |                              |                                          |                                          |                                                            |                                                                                |                                                                                |                                         |                                         |                                 |                                 |               |               |                    |                    | Albrigino I                                       |                                                   |                                             |                    |                     |                     |                 |                 |                                                                |                                                                |                                                 |                                        |               |                |                                           |                                           |                                  |                                                     |                                                     |                       |        |            |            |         |         |
|                   |                      |                           |                                     |                                     |                                     |                                     |                            |                             |                                       |                                       |                              |                                         |                                         |                           |                             |                                    |                                    |                                   |                                   |                           |                                              |                                              |                                        |                                    |                                |                                         |                                         |                                 |                             |                             |                          |                           |                                           |                                           |                               |                                    |                                    |                                    |                                    |                            |                            |                              |                                          |                                          |                                                            |                                                                                |                                                                                |                                         |                                         |                                 |                                 |               |               |                    |                    |                                                   |                                                   |                                             |                    |                     |                     |                 |                 |                                                                |                                                                |                                                 |                                        |               |                |                                           |                                           |                                  |                                                     |                                                     |                       |        |            |            |         |         |
|                   |                      |                           |                                     |                                     |                                     |                                     |                            |                             |                                       |                                       |                              |                                         |                                         |                           |                             |                                    |                                    |                                   |                                   |                           |                                              |                                              |                                        |                                    |                                |                                         |                                         |                                 |                             |                             |                          |                           |                                           |                                           |                               |                                    |                                    |                                    |                                    |                            |                            |                              |                                          |                                          |                                                            |                                                                                |                                                                                |                                         |                                         |                                 |                                 |               |               |                    |                    |                                                   |                                                   |                                             |                    |                     |                     |                 |                 |                                                                |                                                                |                                                 |                                        |               |                |                                           |                                           |                                  |                                                     |                                                     |                       |        |            |            |         |         |
|                   |                      |                           |                                     |                                     |                                     |                                     |                            |                             |                                       |                                       |                              |                                         |                                         |                           |                             |                                    |                                    |                                   |                                   |                           |                                              |                                              |                                        |                                    |                                |                                         |                                         |                                 |                             |                             |                          |                           |                                           |                                           |                               |                                    |                                    |                                    |                                    |                            |                            |                              |                                          |                                          |                                                            |                                                                                |                                                                                |                                         |                                         |                                 |                                 |               |               | Parisino           | Parisino           | Antonio                                           | Antonio                                           | Pietro Ottone                               | Pietro Ottone      |                     |                     |                 |                 |                                                                |                                                                |                                                 |                                        |               |                |                                           |                                           |                                  |                                                     |                                                     |                       |        |            |            |         |         |
|                   |                      |                           |                                     |                                     |                                     |                                     |                            |                             |                                       |                                       |                              |                                         |                                         |                           |                             |                                    |                                    |                                   |                                   |                           |                                              |                                              |                                        |                                    |                                |                                         |                                         |                                 |                             |                             |                          |                           |                                           |                                           |                               |                                    |                                    |                                    |                                    |                            |                            |                              |                                          |                                          |                                                            |                                                                                |                                                                                |                                         |                                         |                                 |                                 |               |               |                    |                    |                                                   |                                                   |                                             |                    |                     |                     |                 |                 |                                                                |                                                                |                                                 |                                        |               |                |                                           |                                           |                                  |                                                     |                                                     |                       |        |            |            |         |         |
|                   |                      |                           |                                     |                                     |                                     |                                     |                            |                             |                                       |                                       |                              |                                         |                                         |                           |                             |                                    |                                    |                                   |                                   |                           |                                              |                                              |                                        |                                    |                                |                                         |                                         |                                 |                             |                             |                          |                           |                                           |                                           |                               |                                    |                                    |                                    |                                    |                            |                            |                              |                                          |                                          |                                                            |                                                                                |                                                                                |                                         |                                         |                                 |                                 |               |               |                    |                    |                                                   |                                                   |                                             |                    |                     |                     |                 |                 |                                                                |                                                                |                                                 |                                        |               |                |                                           |                                           |                                  |                                                     |                                                     |                       |        |            |            |         |         |
|                   |                      |                           |                                     |                                     |                                     |                                     |                            |                             |                                       |                                       |                              |                                         |                                         |                           |                             |                                    |                                    |                                   |                                   |                           |                                              |                                              |                                        |                                    |                                |                                         |                                         |                                 |                             |                             |                          |                           |                                           |                                           |                               |                                    |                                    |                                    |                                    |                            |                            |                              |                                          |                                          |                                                            |                                                                                |                                                                                |                                         |                                         |                                 |                                 |               |               |                    |                    |                                                   |                                                   | Paride II Ottone 1380-1439 ⚭ Lucia Nogarola |                    |                     |                     |                 |                 |                                                                |                                                                |                                                 |                                        |               |                |                                           |                                           |                                  |                                                     |                                                     |                       |        |            |            |         |         |
|                   |                      |                           |                                     |                                     |                                     |                                     |                            |                             |                                       |                                       |                              |                                         |                                         |                           |                             |                                    |                                    |                                   |                                   |                           |                                              |                                              |                                        |                                    |                                |                                         |                                         |                                 |                             |                             |                          |                           |                                           |                                           |                               |                                    |                                    |                                    |                                    |                            |                            |                              |                                          |                                          |                                                            |                                                                                |                                                                                |                                         |                                         |                                 |                                 |               |               |                    |                    |                                                   |                                                   |                                             |                    |                     |                     |                 |                 |                                                                |                                                                |                                                 |                                        |               |                |                                           |                                           |                                  |                                                     |                                                     |                       |        |            |            |         |         |
|                   |                      |                           |                                     |                                     |                                     |                                     |                            |                             |                                       |                                       |                              |                                         |                                         |                           |                             |                                    |                                    |                                   |                                   |                           |                                              |                                              |                                        |                                    |                                |                                         |                                         |                                 |                             |                             |                          |                           |                                           |                                           |                               |                                    |                                    |                                    |                                    |                            |                            |                              |                                          |                                          |                                                            |                                                                                |                                                                                |                                         |                                         |                                 |                                 |               |               |                    |                    |                                                   |                                                   |                                             |                    |                     |                     |                 |                 |                                                                |                                                                |                                                 |                                        |               |                |                                           |                                           |                                  |                                                     |                                                     |                       |        |            |            |         |         |
|                   |                      |                           |                                     |                                     |                                     |                                     |                            |                             |                                       |                                       |                              |                                         |                                         |                           |                             |                                    |                                    |                                   |                                   |                           |                                              |                                              |                                        |                                    |                                |                                         |                                         |                                 |                             |                             |                          |                           |                                           |                                           |                               |                                    |                                    |                                    |                                    |                            |                            |                              |                                          |                                          | Giorgio 1400-1461 ⚭ Zelmira Martinengo ⚭ Giovanna Avogadro | Giorgio 1400-1461 ⚭ Zelmira Martinengo ⚭ Giovanna Avogadro                     |                                                                                |                                         |                                         |                                 |                                 |               |               |                    |                    |                                                   |                                                   |                                             |                    |                     |                     |                 |                 |                                                                |                                                                |                                                 |                                        |               |                |                                           | Pietro 1400-1485 Lodron lagarina          | Pietro 1400-1485 Lodron lagarina |                                                     |                                                     |                       |        |            |            |         |         |
|                   |                      |                           |                                     |                                     |                                     |                                     |                            |                             |                                       |                                       |                              |                                         |                                         |                           |                             |                                    |                                    |                                   |                                   |                           |                                              |                                              |                                        |                                    |                                |                                         |                                         |                                 |                             |                             |                          |                           |                                           |                                           |                               |                                    |                                    |                                    |                                    |                            |                            |                              |                                          |                                          |                                                            |                                                                                |                                                                                |                                         |                                         |                                 |                                 |               |               |                    |                    |                                                   |                                                   |                                             |                    |                     |                     |                 |                 |                                                                |                                                                |                                                 |                                        |               |                |                                           |                                           |                                  |                                                     |                                                     |                       |        |            |            |         |         |
|                   |                      |                           |                                     |                                     |                                     |                                     |                            |                             |                                       |                                       |                              |                                         |                                         |                           |                             |                                    |                                    |                                   |                                   |                           |                                              |                                              |                                        |                                    |                                |                                         |                                         |                                 |                             |                             |                          |                           |                                           |                                           |                               |                                    |                                    |                                    |                                    |                            |                            |                              |                                          |                                          |                                                            |                                                                                |                                                                                |                                         |                                         |                                 |                                 |               |               |                    |                    |                                                   |                                                   |                                             |                    |                     |                     |                 |                 |                                                                |                                                                |                                                 |                                        |               |                |                                           |                                           |                                  |                                                     |                                                     |                       |        |            |            |         |         |
|                   |                      |                           |                                     |                                     |                                     |                                     |                            |                             |                                       |                                       |                              |                                         |                                         |                           |                             |                                    |                                    |                                   |                                   |                           |                                              |                                              |                                        |                                    |                                |                                         |                                         |                                 |                             |                             |                          |                           | Francesco I 1468-1505 ⚭ Diana di Collalto | Francesco I 1468-1505 ⚭ Diana di Collalto |                               |                                    |                                    |                                    |                                    |                            |                            |                              |                                          |                                          |                                                            |                                                                                |                                                                                |                                         |                                         | Bernardino ⚭ Polissena Colleoni | Bernardino ⚭ Polissena Colleoni |               |               |                    |                    | Parisotto Antonio 1463-1505 ⚭ Maria Anna Brembati | Parisotto Antonio 1463-1505 ⚭ Maria Anna Brembati | Sigismondo                                  | Sigismondo         |                     |                     |                 |                 |                                                                |                                                                |                                                 |                                        |               |                | Martino                                   | Martino                                   | Paride IV ⚭ Veronica Coppa       | Paride IV ⚭ Veronica Coppa                          |                                                     |                       |        |            |            |         |         |
|                   |                      |                           |                                     |                                     |                                     |                                     |                            |                             |                                       |                                       |                              |                                         |                                         |                           |                             |                                    |                                    |                                   |                                   |                           |                                              |                                              |                                        |                                    |                                |                                         |                                         |                                 |                             |                             |                          |                           |                                           |                                           |                               |                                    |                                    |                                    |                                    |                            |                            |                              |                                          |                                          |                                                            |                                                                                |                                                                                |                                         |                                         |                                 |                                 |               |               |                    |                    |                                                   |                                                   |                                             |                    |                     |                     |                 |                 |                                                                |                                                                |                                                 |                                        |               |                |                                           |                                           |                                  |                                                     |                                                     |                       |        |            |            |         |         |
|                   |                      |                           |                                     |                                     |                                     |                                     |                            |                             |                                       |                                       |                              |                                         |                                         |                           |                             |                                    |                                    |                                   |                                   |                           |                                              |                                              |                                        |                                    |                                |                                         |                                         |                                 |                             |                             |                          |                           |                                           |                                           |                               |                                    |                                    |                                    |                                    |                            |                            |                              |                                          |                                          |                                                            |                                                                                |                                                                                |                                         |                                         |                                 |                                 |               |               |                    |                    |                                                   |                                                   |                                             |                    |                     |                     |                 |                 |                                                                |                                                                |                                                 |                                        |               |                |                                           |                                           |                                  |                                                     |                                                     |                       |        |            |            |         |         |
|                   |                      |                           |                                     |                                     |                                     |                                     |                            |                             |                                       |                                       |                              |                                         |                                         |                           |                             |                                    |                                    |                                   |                                   |                           | Paride V 1465-1549 ⚭ Gerolama Calepino       | Paride V 1465-1549 ⚭ Gerolama Calepino       |                                        |                                    |                                |                                         |                                         |                                 |                             |                             |                          |                           |                                           |                                           |                               |                                    |                                    |                                    |                                    |                            |                            |                              | Nicola -1551                             | Nicola -1551                             |                                                            | Giovanni Battista 1480-1555 ⚭ Violante Malaspina ⚭ Caterina Bianca von Stampey | Giovanni Battista 1480-1555 ⚭ Violante Malaspina ⚭ Caterina Bianca von Stampey | Alessandro -1540 ⚭ Drusiana Pallavicino | Alessandro -1540 ⚭ Drusiana Pallavicino | Bartolomeo -1531                | Bartolomeo -1531                | Giorgio -1527 | Giorgio -1527 | Ludovico 1484-1538 | Ludovico 1484-1538 | Sigismondo 1532-1563 ⚭ Margherita Roggendorf      | Sigismondo 1532-1563 ⚭ Margherita Roggendorf      |                                             | Sebastiano I -1527 | Sebastiano I -1527  |                     |                 |                 |                                                                | Nicolò Maria 1498–1556 ⚭ Beatrice di Castelalto                | Nicolò Maria 1498–1556 ⚭ Beatrice di Castelalto |                                        |               | Giov.Francesco | Giov.Francesco                            |                                           |                                  | Agostino ⚭ Maddalena Bagarotta Lodron di Castellano | Agostino ⚭ Maddalena Bagarotta Lodron di Castellano | Andrea                | Andrea | Alessandro | Alessandro | Antonio | Antonio |
|                   |                      |                           |                                     |                                     |                                     |                                     |                            |                             |                                       |                                       |                              |                                         |                                         |                           |                             |                                    |                                    |                                   |                                   |                           |                                              |                                              |                                        |                                    |                                |                                         |                                         |                                 |                             |                             |                          |                           |                                           |                                           |                               |                                    |                                    |                                    |                                    |                            |                            |                              |                                          |                                          |                                                            |                                                                                |                                                                                |                                         |                                         |                                 |                                 |               |               |                    |                    |                                                   |                                                   |                                             |                    |                     |                     |                 |                 |                                                                |                                                                |                                                 |                                        |               |                |                                           |                                           |                                  |                                                     |                                                     |                       |        |            |            |         |         |
|                   |                      |                           |                                     |                                     |                                     |                                     |                            |                             |                                       |                                       |                              |                                         |                                         |                           |                             |                                    |                                    |                                   |                                   |                           |                                              |                                              |                                        |                                    |                                |                                         |                                         |                                 |                             |                             |                          |                           |                                           |                                           |                               |                                    |                                    |                                    |                                    |                            |                            |                              |                                          |                                          |                                                            |                                                                                |                                                                                |                                         |                                         |                                 |                                 |               |               |                    |                    |                                                   |                                                   |                                             |                    |                     |                     |                 |                 |                                                                |                                                                |                                                 |                                        |               |                |                                           |                                           |                                  |                                                     |                                                     |                       |        |            |            |         |         |
|                   |                      |                           |                                     |                                     |                                     |                                     |                            |                             |                                       |                                       | Girolamo I -1606             | Girolamo I -1606                        |                                         |                           |                             |                                    |                                    | Giacomo Antonio -1525             | Giacomo Antonio -1525             |                           |                                              |                                              |                                        |                                    | Ludovico II -1604              | Ludovico II -1604                       |                                         |                                 |                             |                             |                          | Francesco I -1582         | Francesco I -1582                         |                                           |                               |                                    |                                    |                                    |                                    |                            |                            |                              | Gerolamo Giovanni "Barbarossa" 1526-1579 | Gerolamo Giovanni "Barbarossa" 1526-1579 |                                                            | Alberico Niccolò -1527                                                         | Alberico Niccolò -1527                                                         |                                         |                                         |                                 |                                 |               |               |                    |                    | Sebastiano Paride 1572-1611                       | Sebastiano Paride 1572-1611                       | Sigismondo -1563                            | Sigismondo -1563   | Giulio Cesare -1511 | Giulio Cesare -1511 | Susanna 1535    | Susanna 1535    | Paride 1522-1566 ⚭ Barbara Liechtenstein di Castelcorno        | Paride 1522-1566 ⚭ Barbara Liechtenstein di Castelcorno        | Caterina ⚭ Madruzzo                             | Caterina ⚭ Madruzzo                    | Gasparo       | Gasparo        | Felice 1537-1584 ⚭ Orsola Sairing da Riet | Felice 1537-1584 ⚭ Orsola Sairing da Riet | Antonio 1536-1615                | Antonio 1536-1615                                   | Agostino II 1540-1570                               | Agostino II 1540-1570 | Giulia | Giulia     |            |         |         |
|                   |                      |                           |                                     |                                     |                                     |                                     |                            |                             |                                       |                                       |                              |                                         |                                         |                           |                             |                                    |                                    |                                   |                                   |                           |                                              |                                              |                                        |                                    |                                |                                         |                                         |                                 |                             |                             |                          |                           |                                           |                                           |                               |                                    |                                    |                                    |                                    |                            |                            |                              |                                          |                                          |                                                            |                                                                                |                                                                                |                                         |                                         |                                 |                                 |               |               |                    |                    |                                                   |                                                   |                                             |                    |                     |                     |                 |                 |                                                                |                                                                |                                                 |                                        |               |                |                                           |                                           |                                  |                                                     |                                                     |                       |        |            |            |         |         |
|                   |                      |                           |                                     |                                     |                                     |                                     |                            |                             |                                       |                                       |                              |                                         |                                         |                           |                             |                                    |                                    |                                   |                                   |                           |                                              |                                              |                                        |                                    |                                |                                         |                                         |                                 |                             |                             |                          |                           |                                           |                                           |                               |                                    |                                    |                                    |                                    |                            |                            |                              |                                          |                                          |                                                            |                                                                                |                                                                                |                                         |                                         |                                 |                                 |               |               |                    |                    |                                                   |                                                   |                                             |                    |                     |                     |                 |                 |                                                                |                                                                |                                                 |                                        |               |                |                                           |                                           |                                  |                                                     |                                                     |                       |        |            |            |         |         |
|                   |                      |                           |                                     |                                     |                                     |                                     |                            |                             |                                       | Filippo Gioacchino 1596-1671          | Filippo Gioacchino 1596-1671 | Giovanni Battista -1631                 | Giovanni Battista -1631                 |                           |                             |                                    |                                    |                                   |                                   |                           |                                              |                                              |                                        |                                    |                                |                                         | Paride -1608                            | Paride -1608                    | Gioacchino Antonio -1585    | Gioacchino Antonio -1585    | Girolamo 1559-1619       | Girolamo 1559-1619        | Ludovico 1572-1642                        | Ludovico 1572-1642                        | Cristoforo Francesco -1638    | Cristoforo Francesco -1638         | Carlo Luigi 1581                   | Carlo Luigi 1581                   |                                    |                            |                            | Girolamo -1642               | Girolamo -1642                           | Nicola -1582                             | Nicola -1582                                               | Giovanni Battista -1622                                                        | Giovanni Battista -1622                                                        |                                         |                                         |                                 |                                 |               |               |                    |                    |                                                   |                                                   |                                             |                    |                     |                     |                 |                 | Nicolò 1549-1621 ⚭ Dorothea von Welsperg ⚭ Giovanna Wolkestein | Nicolò 1549-1621 ⚭ Dorothea von Welsperg ⚭ Giovanna Wolkestein |                                                 |                                        | Giustina 1575 | Giustina 1575  | Federico 1577                             | Federico 1577                             | Girolamo 1580                    | Girolamo 1580                                       |                                                     |                       |        |            |            |         |         |
|                   |                      |                           |                                     |                                     |                                     |                                     |                            |                             |                                       |                                       |                              |                                         |                                         |                           |                             |                                    |                                    |                                   |                                   |                           |                                              |                                              |                                        |                                    |                                |                                         |                                         |                                 |                             |                             |                          |                           |                                           |                                           |                               |                                    |                                    |                                    |                                    |                            |                            |                              |                                          |                                          |                                                            |                                                                                |                                                                                |                                         |                                         |                                 |                                 |               |               |                    |                    |                                                   |                                                   |                                             |                    |                     |                     |                 |                 |                                                                |                                                                |                                                 |                                        |               |                |                                           |                                           |                                  |                                                     |                                                     |                       |        |            |            |         |         |
|                   |                      |                           |                                     |                                     |                                     |                                     |                            |                             |                                       |                                       |                              |                                         |                                         |                           |                             |                                    |                                    |                                   |                                   |                           |                                              |                                              |                                        |                                    |                                |                                         |                                         |                                 |                             |                             |                          |                           |                                           |                                           |                               |                                    |                                    |                                    |                                    |                            |                            |                              |                                          |                                          |                                                            |                                                                                |                                                                                |                                         |                                         |                                 |                                 |               |               |                    |                    |                                                   |                                                   |                                             |                    |                     |                     |                 |                 |                                                                |                                                                |                                                 |                                        |               |                |                                           |                                           |                                  |                                                     |                                                     |                       |        |            |            |         |         |
|                   |                      |                           |                                     |                                     | Paride Carlo -1687                  | Paride Carlo -1687                  |                            | Francesco Benedetto         | Francesco Benedetto                   |                                       | Felice -1672                 | Felice -1672                            |                                         |                           | Nicola Carlo -1692          | Nicola Carlo -1692                 |                                    |                                   |                                   |                           |                                              |                                              |                                        |                                    |                                |                                         | Paride -1660                            | Paride -1660                    |                             |                             |                          | Francesco II 1596-1666    | Francesco II 1596-1666                    | Ludovico 1607                             | Ludovico 1607                 | Alberico -1625                     | Alberico -1625                     |                                    |                                    | Nicola Giorgio -1693       | Nicola Giorgio -1693       | Sebastiano -1643             | Sebastiano -1643                         | Francesco -1652                          | Francesco -1652                                            |                                                                                |                                                                                |                                         |                                         |                                 |                                 |               |               |                    |                    |                                                   |                                                   |                                             |                    |                     |                     | Paris 1586-1653 | Paris 1586-1653 | Cristoforo                                                     | Cristoforo                                                     | Susanna, Margherita Beatrice, Caterina          | Susanna, Margherita Beatrice, Caterina |               |                |                                           |                                           |                                  |                                                     |                                                     |                       |        |            |            |         |         |
|                   |                      |                           |                                     |                                     |                                     |                                     |                            |                             |                                       |                                       |                              |                                         |                                         |                           |                             |                                    |                                    |                                   |                                   |                           |                                              |                                              |                                        |                                    |                                |                                         |                                         |                                 |                             |                             |                          |                           |                                           |                                           |                               |                                    |                                    |                                    |                                    |                            |                            |                              |                                          |                                          |                                                            |                                                                                |                                                                                |                                         |                                         |                                 |                                 |               |               |                    |                    |                                                   |                                                   |                                             |                    |                     |                     |                 |                 |                                                                |                                                                |                                                 |                                        |               |                |                                           |                                           |                                  |                                                     |                                                     |                       |        |            |            |         |         |
|                   |                      |                           |                                     |                                     |                                     |                                     |                            |                             |                                       |                                       |                              |                                         |                                         |                           |                             |                                    |                                    |                                   |                                   |                           |                                              |                                              |                                        |                                    |                                |                                         |                                         |                                 |                             |                             |                          |                           |                                           |                                           |                               |                                    |                                    |                                    |                                    |                            |                            |                              |                                          |                                          |                                                            |                                                                                |                                                                                |                                         |                                         |                                 |                                 |               |               |                    |                    |                                                   |                                                   |                                             |                    |                     |                     |                 |                 |                                                                |                                                                |                                                 |                                        |               |                |                                           |                                           |                                  |                                                     |                                                     |                       |        |            |            |         |         |
|                   |                      |                           |                                     |                                     | Filippo Ferdinando 1657-1707        | Filippo Ferdinando 1657-1707        |                            | Ludovico -1707              | Ludovico -1707                        |                                       | Ferdinando -1691             | Ferdinando -1691                        | Filippo Antonio -1707                   | Filippo Antonio -1707     |                             |                                    | Carlo Francesco Antonio 1684-1747  | Carlo Francesco Antonio 1684-1747 |                                   |                           |                                              |                                              |                                        |                                    | Francesco Antonio 1647-1700    | Francesco Antonio 1647-1700             | Girolamo Massimiliano 1650-1678         | Girolamo Massimiliano 1650-1678 | Giovanni Battista 1653-1695 | Giovanni Battista 1653-1695 | Guidobaldo Alberto -1707 | Guidobaldo Alberto -1707  | Massimiliano Luigi 1797                   | Massimiliano Luigi 1797                   |                               | Sebastiano Francesco Paride -1716  | Sebastiano Francesco Paride -1716  |                                    |                                    | Carlo Ferdinando 1663-1730 | Carlo Ferdinando 1663-1730 |                              |                                          | Ludovico Francesco Saverio 1666-1718     | Ludovico Francesco Saverio 1666-1718                       |                                                                                |                                                                                |                                         |                                         |                                 |                                 |               |               |                    |                    |                                                   |                                                   |                                             |                    |                     |                     |                 | Francesco       | Francesco                                                      | Paride -1703                                                   | Paride -1703                                    |                                        |               |                |                                           |                                           |                                  |                                                     |                                                     |                       |        |            |            |         |         |
|                   |                      |                           |                                     |                                     |                                     |                                     |                            |                             |                                       |                                       |                              |                                         |                                         |                           |                             |                                    |                                    |                                   |                                   |                           |                                              |                                              |                                        |                                    |                                |                                         |                                         |                                 |                             |                             |                          |                           |                                           |                                           |                               |                                    |                                    |                                    |                                    |                            |                            |                              |                                          |                                          |                                                            |                                                                                |                                                                                |                                         |                                         |                                 |                                 |               |               |                    |                    |                                                   |                                                   |                                             |                    |                     |                     |                 |                 |                                                                |                                                                |                                                 |                                        |               |                |                                           |                                           |                                  |                                                     |                                                     |                       |        |            |            |         |         |
|                   |                      |                           |                                     |                                     |                                     |                                     |                            |                             |                                       |                                       |                              |                                         |                                         |                           |                             |                                    |                                    |                                   |                                   |                           |                                              |                                              |                                        |                                    |                                |                                         |                                         |                                 |                             |                             |                          |                           |                                           |                                           |                               |                                    |                                    |                                    |                                    |                            |                            |                              |                                          |                                          |                                                            |                                                                                |                                                                                |                                         |                                         |                                 |                                 |               |               |                    |                    |                                                   |                                                   |                                             |                    |                     |                     |                 |                 |                                                                |                                                                |                                                 |                                        |               |                |                                           |                                           |                                  |                                                     |                                                     |                       |        |            |            |         |         |
|                   |                      |                           | Carlo Venceslao 1682-1735           | Carlo Venceslao 1682-1735           |                                     |                                     |                            | Francesco Antonio 1689-1747 | Francesco Antonio 1689-1747           |                                       |                              | Giuseppe Antonio 1705-1775              | Giuseppe Antonio 1705-1775              | Venceslao Carlo 1706-1777 | Venceslao Carlo 1706-1777   | Giovanni Giuseppe Davide 1711-1783 | Giovanni Giuseppe Davide 1711-1783 | Clemente Nicola Massimiliano 1727 | Clemente Nicola Massimiliano 1727 |                           |                                              | Paride Giovanni Battista 1668-1721           | Paride Giovanni Battista 1668-1721     |                                    |                                | Girolamo Massimiliano Antonio 1681-1748 | Girolamo Massimiliano Antonio 1681-1748 | Francesco Antonio 1682-1728     | Francesco Antonio 1682-1728 |                             |                          | Giuseppe Guidobaldo -1735 | Giuseppe Guidobaldo -1735                 | Massimilano Martino 1707-1764             | Massimilano Martino 1707-1764 | Girolamo Giuseppe Paride 1694-1738 | Girolamo Giuseppe Paride 1694-1738 |                                    |                                    |                            |                            |                              | Giuseppe Nicola 1711-1791                | Giuseppe Nicola 1711-1791                | Antonio Paride Carlo 1715-1752                             | Antonio Paride Carlo 1715-1752                                                 |                                                                                |                                         |                                         |                                 |                                 |               |               |                    |                    |                                                   |                                                   |                                             |                    |                     |                     |                 |                 |                                                                |                                                                |                                                 |                                        |               |                |                                           |                                           |                                  |                                                     |                                                     |                       |        |            |            |         |         |
|                   |                      |                           |                                     |                                     |                                     |                                     |                            |                             |                                       |                                       |                              |                                         |                                         |                           |                             |                                    |                                    |                                   |                                   |                           |                                              |                                              |                                        |                                    |                                |                                         |                                         |                                 |                             |                             |                          |                           |                                           |                                           |                               |                                    |                                    |                                    |                                    |                            |                            |                              |                                          |                                          |                                                            |                                                                                |                                                                                |                                         |                                         |                                 |                                 |               |               |                    |                    |                                                   |                                                   |                                             |                    |                     |                     |                 |                 |                                                                |                                                                |                                                 |                                        |               |                |                                           |                                           |                                  |                                                     |                                                     |                       |        |            |            |         |         |
|                   |                      |                           |                                     |                                     |                                     |                                     |                            |                             |                                       |                                       |                              |                                         |                                         |                           |                             |                                    |                                    |                                   |                                   |                           |                                              |                                              |                                        |                                    |                                |                                         |                                         |                                 |                             |                             |                          |                           |                                           |                                           |                               |                                    |                                    |                                    |                                    |                            |                            |                              |                                          |                                          |                                                            |                                                                                |                                                                                |                                         |                                         |                                 |                                 |               |               |                    |                    |                                                   |                                                   |                                             |                    |                     |                     |                 |                 |                                                                |                                                                |                                                 |                                        |               |                |                                           |                                           |                                  |                                                     |                                                     |                       |        |            |            |         |         |
|                   | Ernesto 1682-1779    | Ernesto 1682-1779         | Giuseppe Leopoldo Filippo 1719-1777 | Giuseppe Leopoldo Filippo 1719-1777 | Giovanni Nepomuceno Carlo 1727-1786 | Giovanni Nepomuceno Carlo 1727-1786 | Leopoldo Antonio 1730-1802 | Leopoldo Antonio 1730-1802  | Antonio Giuseppe Nepomuceno 1740-1806 | Antonio Giuseppe Nepomuceno 1740-1806 |                              | Girolamo Antonio Maria Paride 1728-1789 | Girolamo Antonio Maria Paride 1728-1789 |                           |                             |                                    |                                    |                                   |                                   |                           | Giovanni Michele Giuseppe Domenico 1708-1775 | Giovanni Michele Giuseppe Domenico 1708-1775 | Antonio Felice Fortunato 1715-1773     | Antonio Felice Fortunato 1715-1773 | Gaspare Giovanni Battista 1792 | Gaspare Giovanni Battista 1792          | Giuseppe Antonio 1708-1772              | Giuseppe Antonio 1708-1772      |                             |                             |                          |                           |                                           | Nicola Sebastiano 1719-1792               | Nicola Sebastiano 1719-1792   | Carlo Antonio Giuseppe 1723-1766   | Carlo Antonio Giuseppe 1723-1766   | Domenico Antonio Ottavio 1728-1806 | Domenico Antonio Ottavio 1728-1806 |                            |                            | Francesco Giuseppe 1745-1791 | Francesco Giuseppe 1745-1791             | Francesco Carlo 1748-1828                | Francesco Carlo 1748-1828                                  |                                                                                |                                                                                |                                         |                                         |                                 |                                 |               |               |                    |                    |                                                   |                                                   |                                             |                    |                     |                     |                 |                 |                                                                |                                                                |                                                 |                                        |               |                |                                           |                                           |                                  |                                                     |                                                     |                       |        |            |            |         |         |
|                   |                      |                           |                                     |                                     |                                     |                                     |                            |                             |                                       |                                       |                              |                                         |                                         |                           |                             |                                    |                                    |                                   |                                   |                           |                                              |                                              |                                        |                                    |                                |                                         |                                         |                                 |                             |                             |                          |                           |                                           |                                           |                               |                                    |                                    |                                    |                                    |                            |                            |                              |                                          |                                          |                                                            |                                                                                |                                                                                |                                         |                                         |                                 |                                 |               |               |                    |                    |                                                   |                                                   |                                             |                    |                     |                     |                 |                 |                                                                |                                                                |                                                 |                                        |               |                |                                           |                                           |                                  |                                                     |                                                     |                       |        |            |            |         |         |
|                   |                      |                           |                                     |                                     |                                     |                                     |                            |                             |                                       |                                       |                              |                                         |                                         |                           |                             |                                    |                                    |                                   |                                   |                           |                                              |                                              |                                        |                                    |                                |                                         |                                         |                                 |                             |                             |                          |                           |                                           |                                           |                               |                                    |                                    |                                    |                                    |                            |                            |                              |                                          |                                          |                                                            |                                                                                |                                                                                |                                         |                                         |                                 |                                 |               |               |                    |                    |                                                   |                                                   |                                             |                    |                     |                     |                 |                 |                                                                |                                                                |                                                 |                                        |               |                |                                           |                                           |                                  |                                                     |                                                     |                       |        |            |            |         |         |
|                   | Girolamo 1766-1835   | Girolamo 1766-1835        |                                     |                                     |                                     |                                     |                            |                             |                                       |                                       |                              | Massimilano 1757-1823                   | Massimilano 1757-1823                   |                           |                             |                                    |                                    |                                   |                                   |                           |                                              | Giuseppe Maria 1746-1789                     | Giuseppe Maria 1746-1789               | Carlo Maria 1748-1787              | Carlo Maria 1748-1787          |                                         |                                         |                                 |                             |                             |                          |                           |                                           |                                           |                               | Francesco Maria Giuseppe 1765-1824 | Francesco Maria Giuseppe 1765-1824 |                                    |                                    |                            |                            | Aloys Giuseppe 1780-1827     | Aloys Giuseppe 1780-1827                 |                                          |                                                            |                                                                                |                                                                                |                                         |                                         |                                 |                                 |               |               |                    |                    |                                                   |                                                   |                                             |                    |                     |                     |                 |                 |                                                                |                                                                |                                                 |                                        |               |                |                                           |                                           |                                  |                                                     |                                                     |                       |        |            |            |         |         |
|                   |                      |                           |                                     |                                     |                                     |                                     |                            |                             |                                       |                                       |                              |                                         |                                         |                           |                             |                                    |                                    |                                   |                                   |                           |                                              |                                              |                                        |                                    |                                |                                         |                                         |                                 |                             |                             |                          |                           |                                           |                                           |                               |                                    |                                    |                                    |                                    |                            |                            |                              |                                          |                                          |                                                            |                                                                                |                                                                                |                                         |                                         |                                 |                                 |               |               |                    |                    |                                                   |                                                   |                                             |                    |                     |                     |                 |                 |                                                                |                                                                |                                                 |                                        |               |                |                                           |                                           |                                  |                                                     |                                                     |                       |        |            |            |         |         |
|                   |                      |                           |                                     |                                     |                                     |                                     |                            |                             |                                       |                                       |                              |                                         |                                         |                           |                             |                                    |                                    |                                   |                                   |                           |                                              |                                              |                                        |                                    |                                |                                         |                                         |                                 |                             |                             |                          |                           |                                           |                                           |                               |                                    |                                    |                                    |                                    |                            |                            |                              |                                          |                                          |                                                            |                                                                                |                                                                                |                                         |                                         |                                 |                                 |               |               |                    |                    |                                                   |                                                   |                                             |                    |                     |                     |                 |                 |                                                                |                                                                |                                                 |                                        |               |                |                                           |                                           |                                  |                                                     |                                                     |                       |        |            |            |         |         |
|                   | Costantino 1806-1880 | Costantino 1806-1880      |                                     |                                     |                                     |                                     |                            |                             |                                       | Carlo Teodoro 1781-1836               | Carlo Teodoro 1781-1836      |                                         |                                         |                           | Clemente Giuseppe 1789-1861 | Clemente Giuseppe 1789-1861        |                                    |                                   |                                   | Paride Giuseppe 1772-1842 | Paride Giuseppe 1772-1842                    | Bartolomeo Giovanni Gervasio 1774-1838       | Bartolomeo Giovanni Gervasio 1774-1838 | Giovanni Francesco 1775            | Giovanni Francesco 1775        |                                         |                                         |                                 |                             |                             |                          |                           |                                           |                                           |                               | Ferdinando 1803                    | Ferdinando 1803                    | Aloys 1819-1891                    | Aloys 1819-1891                    | Carlo Maria 1807-1860      | Carlo Maria 1807-1860      |                              |                                          |                                          | Gaspare 1815-1895                                          | Gaspare 1815-1895                                                              | Giuseppe 1810-1845                                                             | Giuseppe 1810-1845                      |                                         |                                 |                                 |               |               |                    |                    |                                                   |                                                   |                                             |                    |                     |                     |                 |                 |                                                                |                                                                |                                                 |                                        |               |                |                                           |                                           |                                  |                                                     |                                                     |                       |        |            |            |         |         |
|                   |                      |                           |                                     |                                     |                                     |                                     |                            |                             |                                       |                                       |                              |                                         |                                         |                           |                             |                                    |                                    |                                   |                                   |                           |                                              |                                              |                                        |                                    |                                |                                         |                                         |                                 |                             |                             |                          |                           |                                           |                                           |                               |                                    |                                    |                                    |                                    |                            |                            |                              |                                          |                                          |                                                            |                                                                                |                                                                                |                                         |                                         |                                 |                                 |               |               |                    |                    |                                                   |                                                   |                                             |                    |                     |                     |                 |                 |                                                                |                                                                |                                                 |                                        |               |                |                                           |                                           |                                  |                                                     |                                                     |                       |        |            |            |         |         |
|                   |                      |                           |                                     |                                     |                                     |                                     |                            |                             |                                       |                                       |                              |                                         |                                         |                           |                             |                                    |                                    |                                   |                                   |                           |                                              |                                              |                                        |                                    |                                |                                         |                                         |                                 |                             |                             |                          |                           |                                           |                                           |                               |                                    |                                    |                                    |                                    |                            |                            |                              |                                          |                                          |                                                            |                                                                                |                                                                                |                                         |                                         |                                 |                                 |               |               |                    |                    |                                                   |                                                   |                                             |                    |                     |                     |                 |                 |                                                                |                                                                |                                                 |                                        |               |                |                                           |                                           |                                  |                                                     |                                                     |                       |        |            |            |         |         |
| Rodolfo 1838-1842 | Rodolfo 1838-1842    | Giuseppe Paride 1843-1850 | Giuseppe Paride 1843-1850           |                                     |                                     |                                     |                            | Pietro Antonio 1828-1898    | Pietro Antonio 1828-1898              | Filippo Neri 1830-1876                | Filippo Neri 1830-1876       | Carlo Giuseppe 1832-1891                | Carlo Giuseppe 1832-1891                | Clemente 1820-1861        | Clemente 1820-1861          | Costantino 1824-1879               | Costantino 1824-1879               | Carlo Gaetano 1840-1918           | Carlo Gaetano 1840-1918           |                           |                                              | Ernesto Augusto 1842-1899                    | Ernesto Augusto 1842-1899              |                                    |                                |                                         |                                         |                                 |                             |                             |                          |                           |                                           |                                           |                               |                                    |                                    |                                    | Uberto 1845-1885                   | Uberto 1845-1885           | Alberto 1847-1914          | Alberto 1847-1914            |                                          |                                          | Karl Maria 1866-1938                                       | Karl Maria 1866-1938                                                           |                                                                                |                                         |                                         |                                 |                                 |               |               |                    |                    |                                                   |                                                   |                                             |                    |                     |                     |                 |                 |                                                                |                                                                |                                                 |                                        |               |                |                                           |                                           |                                  |                                                     |                                                     |                       |        |            |            |         |         |
|                   |                      |                           |                                     |                                     |                                     |                                     |                            |                             |                                       |                                       |                              |                                         |                                         |                           |                             |                                    |                                    |                                   |                                   |                           |                                              |                                              |                                        |                                    |                                |                                         |                                         |                                 |                             |                             |                          |                           |                                           |                                           |                               |                                    |                                    |                                    |                                    |                            |                            |                              |                                          |                                          |                                                            |                                                                                |                                                                                |                                         |                                         |                                 |                                 |               |               |                    |                    |                                                   |                                                   |                                             |                    |                     |                     |                 |                 |                                                                |                                                                |                                                 |                                        |               |                |                                           |                                           |                                  |                                                     |                                                     |                       |        |            |            |         |         |
|                   |                      |                           |                                     |                                     |                                     |                                     |                            |                             |                                       |                                       |                              |                                         |                                         |                           |                             |                                    |                                    |                                   |                                   |                           |                                              |                                              |                                        |                                    |                                |                                         |                                         |                                 |                             |                             |                          |                           |                                           |                                           |                               |                                    |                                    |                                    |                                    |                            |                            |                              |                                          |                                          |                                                            |                                                                                |                                                                                |                                         |                                         |                                 |                                 |               |               |                    |                    |                                                   |                                                   |                                             |                    |                     |                     |                 |                 |                                                                |                                                                |                                                 |                                        |               |                |                                           |                                           |                                  |                                                     |                                                     |                       |        |            |            |         |         |
|                   |                      |                           |                                     |                                     |                                     |                                     |                            |                             |                                       |                                       |                              |                                         |                                         |                           |                             | Costantino 1862-1865               | Costantino 1862-1865               | Paride 1869-1925                  | Paride 1869-1925                  | Urban 1875-1955           | Urban 1875-1955                              | Diego 1880-1961                              | Diego 1880-1961                        | Gaston 1888-1967                   | Gaston 1888-1967               |                                         |                                         |                                 |                             |                             |                          |                           |                                           |                                           |                               |                                    |                                    |                                    |                                    | Aloys 1891-1969            | Aloys 1891-1969            | Alberich 1895-1979           | Alberich 1895-1979                       |                                          | Ludwig Maria 1898-1972                                     | Ludwig Maria 1898-1972                                                         |                                                                                |                                         |                                         |                                 |                                 |               |               |                    |                    |                                                   |                                                   |                                             |                    |                     |                     |                 |                 |                                                                |                                                                |                                                 |                                        |               |                |                                           |                                           |                                  |                                                     |                                                     |                       |        |            |            |         |         |
|                   |                      |                           |                                     |                                     |                                     |                                     |                            |                             |                                       |                                       |                              |                                         |                                         |                           |                             |                                    |                                    |                                   |                                   |                           |                                              |                                              |                                        |                                    |                                |                                         |                                         |                                 |                             |                             |                          |                           |                                           |                                           |                               |                                    |                                    |                                    |                                    |                            |                            |                              |                                          |                                          |                                                            |                                                                                |                                                                                |                                         |                                         |                                 |                                 |               |               |                    |                    |                                                   |                                                   |                                             |                    |                     |                     |                 |                 |                                                                |                                                                |                                                 |                                        |               |                |                                           |                                           |                                  |                                                     |                                                     |                       |        |            |            |         |         |
|                   |                      |                           |                                     |                                     |                                     |                                     |                            |                             |                                       |                                       |                              |                                         |                                         |                           |                             |                                    |                                    |                                   |                                   |                           |                                              |                                              |                                        |                                    |                                |                                         |                                         |                                 |                             |                             |                          |                           |                                           |                                           |                               |                                    |                                    |                                    |                                    |                            |                            |                              |                                          |                                          |                                                            |                                                                                |                                                                                |                                         |                                         |                                 |                                 |               |               |                    |                    |                                                   |                                                   |                                             |                    |                     |                     |                 |                 |                                                                |                                                                |                                                 |                                        |               |                |                                           |                                           |                                  |                                                     |                                                     |                       |        |            |            |         |         |
|                   |                      |                           |                                     |                                     |                                     |                                     |                            |                             |                                       |                                       |                              |                                         |                                         |                           |                             |                                    |                                    |                                   |                                   | Ernst 1910                | Ernst 1910                                   |                                              |                                        |                                    |                                |                                         |                                         |                                 |                             |                             |                          |                           |                                           |                                           |                               |                                    |                                    |                                    |                                    |                            | Paris 1925-1945            | Paris 1925-1945              | Nikolaus 1931                            | Nikolaus 1931                            | Georg Maria 1929                                           | Georg Maria 1929                                                               |                                                                                |                                         |                                         |                                 |                                 |               |               |                    |                    |                                                   |                                                   |                                             |                    |                     |                     |                 |                 |                                                                |                                                                |                                                 |                                        |               |                |                                           |                                           |                                  |                                                     |                                                     |                       |        |            |            |         |         |
|                   |                      |                           |                                     |                                     |                                     |                                     |                            |                             |                                       |                                       |                              |                                         |                                         |                           |                             |                                    |                                    |                                   |                                   |                           |                                              |                                              |                                        |                                    |                                |                                         |                                         |                                 |                             |                             |                          |                           |                                           |                                           |                               |                                    |                                    |                                    |                                    |                            |                            |                              |                                          |                                          |                                                            |                                                                                |                                                                                |                                         |                                         |                                 |                                 |               |               |                    |                    |                                                   |                                                   |                                             |                    |                     |                     |                 |                 |                                                                |                                                                |                                                 |                                        |               |                |                                           |                                           |                                  |                                                     |                                                     |                       |        |            |            |         |         |
|                   |                      |                           |                                     |                                     |                                     |                                     |                            |                             |                                       |                                       |                              |                                         |                                         |                           |                             |                                    |                                    |                                   |                                   |                           |                                              |                                              |                                        |                                    |                                |                                         |                                         |                                 |                             |                             |                          |                           |                                           |                                           |                               |                                    |                                    |                                    |                                    |                            |                            |                              |                                          |                                          |                                                            |                                                                                |                                                                                |                                         |                                         |                                 |                                 |               |               |                    |                    |                                                   |                                                   |                                             |                    |                     |                     |                 |                 |                                                                |                                                                |                                                 |                                        |               |                |                                           |                                           |                                  |                                                     |                                                     |                       |        |            |            |         |         |
|                   |                      |                           |                                     |                                     |                                     |                                     |                            |                             |                                       |                                       |                              |                                         |                                         |                           |                             |                                    |                                    |                                   |                                   | Christoph Gaston 1937     | Christoph Gaston 1937                        |                                              |                                        |                                    |                                |                                         |                                         |                                 |                             |                             |                          |                           |                                           |                                           |                               |                                    |                                    |                                    |                                    |                            |                            |                              | Alberich 1961                            | Alberich 1961                            |                                                            |                                                                                |                                                                                |                                         |                                         |                                 |                                 |               |               |                    |                    |                                                   |                                                   |                                             |                    |                     |                     |                 |                 |                                                                |                                                                |                                                 |                                        |               |                |                                           |                                           |                                  |                                                     |                                                     |                       |        |            |            |         |         |
|                   |                      |                           |                                     |                                     |                                     |                                     |                            |                             |                                       |                                       |                              |                                         |                                         |                           |                             |                                    |                                    |                                   |                                   |                           |                                              |                                              |                                        |                                    |                                |                                         |                                         |                                 |                             |                             |                          |                           |                                           |                                           |                               |                                    |                                    |                                    |                                    |                            |                            |                              |                                          |                                          |                                                            |                                                                                |                                                                                |                                         |                                         |                                 |                                 |               |               |                    |                    |                                                   |                                                   |                                             |                    |                     |                     |                 |                 |                                                                |                                                                |                                                 |                                        |               |                |                                           |                                           |                                  |                                                     |                                                     |                       |        |            |            |         |         |
|                   |                      |                           |                                     |                                     |                                     |                                     |                            |                             |                                       |                                       |                              |                                         |                                         |                           |                             |                                    |                                    |                                   |                                   |                           |                                              |                                              |                                        |                                    |                                |                                         |                                         |                                 |                             |                             |                          |                           |                                           |                                           |                               |                                    |                                    |                                    |                                    |                            |                            |                              |                                          |                                          |                                                            |                                                                                |                                                                                |                                         |                                         |                                 |                                 |               |               |                    |                    |                                                   |                                                   |                                             |                    |                     |                     |                 |                 |                                                                |                                                                |                                                 |                                        |               |                |                                           |                                           |                                  |                                                     |                                                     |                       |        |            |            |         |         |
|                   |                      |                           |                                     |                                     |                                     |                                     |                            |                             |                                       |                                       |                              |                                         |                                         |                           |                             |                                    |                                    |                                   |                                   |                           |                                              |                                              |                                        |                                    |                                |                                         |                                         |                                 |                             |                             |                          |                           |                                           |                                           |                               |                                    |                                    |                                    |                                    |                            |                            |                              | Georg 1990                               |                                          |                                                            |                                                                                |                                                                                |                                         |                                         |                                 |                                 |               |               |                    |                    |                                                   |                                                   |                                             |                    |                     |                     |                 |                 |                                                                |                                                                |                                                 |                                        |               |                |                                           |                                           |                                  |                                                     |                                                     |                       |        |            |            |         |         |

## Storia

### Marco da Caderzone
Cattiva fama si fecero fra i Lodron Marco da Caderzone e la contessa Dina. Il primo fu un figlio illegittimo del ramo insediatosi in Val Rendena: Marco da Caderzone uno spregiudicato e prepotente bandito che spadroneggiava in valle, autore di un fallito assalto a Castelcorno (1474) e congiurato contro il potere vescovile. Venne decapitato coram populo in piazza Duomo a Trento il 26 maggio 1490. La contessa Dina era sposata a Ettore un Lodron del ramo di Val Lagarina, che possedeva anche Castel Romano. La leggenda vuole che la contessa, forse non bella e forse non più giovane, fosse divenuta gelosa delle piacenti fanciulle della valle e attirava al castello i più bei giovani del suo dominio per divertirsi con loro (interpretando a modo suo lo jus primae noctis) fino all'alba quando li faceva precipitare in una fossa sul cui fondo si rizzavano lance appuntite.

### Concilio di Trento nel 1545
Paride di Castel Lodrone nel 1545 era tra i nobili trentini all'apertura del Concilio di Trento, sua figlia Lucrezia guidò per alcuni anni la Compagnia di Sant'Orsola di Angela Merici di Brescia.

### La vendetta bagolinese del 1554
Nel 1554 durante una vendetta popolare i bagolinesi assaltarono il palazzo dei Lodron e uccisero i conti Ottone e Achille e condussero Ippolito in ostaggio a Bagolino e lo rilasciarono solo dopo che tutti i bagolinesi che si trovavano a lavorare in Tirolo tornarono a casa senza essere danneggiati passando per le terre dei Lodron. L'anno dopo un incendio distrusse Bagolino.

### I Lodrone giudici nella controversia fra la Valle di Vestino e Darzo del 1743-1766 per le spese belliche
Una determinante controversia fra la Val Vestino e Darzo nella Valle del Chiese fu causata dalla guerra di successione polacca (1733-1739), che ebbe come protagonisti da una parte gli eserciti austro-russi e, dall'altra, quelli francesi, spagnoli e sardi; terminò con il trattato di Vienna del 1738 con vari assestamenti territoriali specie in Italia: il re di Sardegna Carlo Emanuele III non ottenne la promessa Lombardia e dovette accontentarsi dei distretti di Novara e Tortona.
Scrisse in merito Padre Cipriano Gnesotti in „Memorie delle Giudicarie”: „Nell'autunno (1733) s'incominciò la guerra, e tosto s'intimarono Proclami nelle Pievi, acciò niun uomo partisse dal proprio paese sotto pena di confiscazione de' beni, e di delitto di lesa Maestà. Veramente erano partiti moltissimi in Ottobre prima del divieto, che in Storo fu proclamato solo dopo il principio di Novembre; onde molti fino alla Primavera dell'anno seguente 1734 poterono in Italia travagliare nelle loro arti senza che vi fossero processi d'inquisizione sopra la loro assenza (…). All'aprirsi della stagione nel 1734, calò per Trento grosso esercito sotto la direzione del Maresciallo „Mercì”, venendo i Giudicariesi obbligati a concorrere co' carri per condurre il Bagaglio fino a Mantova, ed al Po (…).
Il Re Sardo di consenso col generale Francese per assicurarsi da altra calata de' tedeschi nel 1735, provedendo meglio a' casi suoi avanzò l'esercito suo sopra il Dominio Veneto, chiudendo le Valli alla discesa degli Alemanni. Si avanzarono alcuni per Valle Sabbia, posero il campo in vicinanza di Sabbio Chiese, arrivando co' Picchetti alla Nozza, e guardie avanzate sul tenere di Vestone. Altri entrarono nella Riviera del Garda, altri per Monte Baldo, ed altri pel Vicentino munendo da per tutto i Confini.
Comparve pure nella Rocca d'Anfo una compagnia di soldati Levantini di S. Marco in difesa (…). Ingrossavano però anco nelle Pievi le Truppe Tedesche, massime in Lodrone, e Rio Perone, arrivando parte sino in Valvestino. Si fecero leve de' soldati urbani nelle Giudicarie (…). Si dovette fare la seconda leva da mandare in Raita (…). Questa seconda leva fu ordinata per timore che i Gallosardi s'inoltrassero per di là nel Tirolo, e si preparava guerra per ottenere avvantagiosa pace, come di fatto nell'autunno 1735 si fece tregua, e poi conchiusa la pace, senza mandare li nostri in Raita”.
Ebbe termine la guerra, si concluse la pace, ma rimasero le pesanti spese belliche sostenute dalle varie comunità delle zone giudicariesi per gli acquartieramenti ed approvvigionamenti delle truppe imperiali ed urbane. Per quanto riguarda questo argomento possiamo ben dedurre che la comunità di Darzo ne sostenne in rilevante quantità per sé ed anche per la Val Vestino. Non è stato possibile accertare le somme complessive: sta il fatto che Darzo pretese che le sue spese fossero unite con quelle della Valvestino; questa non accettò ed ebbe inizio una controversia che si prolungò per circa trent'anni.

### L'eterna questione del Dazio tra i Lodron e le comunità di Val Vestino
I Conti, tramite gabellieri e un daziere, raccoglievano nel palazzo del Caffaro e della Muta di Lodrone, oggi palazzo Bavaria, il dazio sulle merci in transito, sia in entrata che in uscita, tra la Contea e la confinante Repubblica di Venezia.
Nel documento riguardante la locazione (affitto) del Dazio di Lodrone del 1739 al medico chirurgo di Storo, Giovanni Antonio Berti, si nota che tra le varie disposizioni riguardanti i doveri del „daziere” vi era quello di far recapitare eventuali messaggi, ordini o quant'altro dei Conti alle comunità Valvestinesi.
I rapporti dei valligiani con i „dazieri” e con le disposizioni che con il passare del tempo venivano continuamente aggiornate secondo le nuove esigenze, non furono proprio idilliaci. Nella domenica del 15 settembre del 1743 il „Consiglio Generale” di Valle deliberò un ricorso al conte Gerolamo Massimo Antonio, arciprete di Villa Lagarina e presentaneo reggente del Contado di Lodrone per essere liberati dalle molestie recate dal signor Daciale di Lodrone.
La supplica non portò gli effetti desiderati e quindici anni più tardi, il 27 agosto del 1758, in seguito al proclama emanato il 5 agosto dal conte reggente Giuseppe Nicolò, nel quale nuovamente si ribadiva la consegna e il pagamento del dazio presso il palazzo della Muta a Lodrone, il notaio Giovanni Pietro Marzadri, a nome dei rappresentanti civici, presentava l'ennesimo ricorso.
Questo ricorso costò 43 troni alle comunità, di cui 30 troni per le sole spese sostenute dal notaio Marzadri in cinque giorni di viaggio a Villa Lagarina.
Se le comunità Valvestinesi si compiangevano in continuazione con i feudatari per il trattamento fiscale, altrettanto questi facevano, a loro volta, nei confronti degli imperatori d'Austria.
Nel 1769 anche la famiglia Lodron con un esposto all'imperatrice Maria Teresa d'Austria protestava per l'instaurazione del Dazio austriaco a Lodrone. Qualche decennio più avanti, altra lamentela coi Lodrone e il notaio Antonio Stefani di Magasa ne stilava il documento.
Alla fine la nobile famiglia, forse stanca delle continue rimostranze, accondiscendeva in parte alle richieste dei sudditi, ed il 3 marzo del 1792 in Villa Lagarina, Giovan Battista, notaio pubblico per autorità imperiale, stipulava l'atto di rinnovazione della locazione temporale del Dazio ai giurati delle comunità con sede nel paese di Turano, probabilmente nella già citata casa Marzadri.
Il Dazio lodroneo fu definitivamente soppresso nel 1805 dal Governo Bavarese che incamerava quello di Lodrone e Turano. Nel 1809 venivano assegnati al conte Paride e consorti Lodron come indennizzo Lire 1530 all'anno. Ma nel 1814, Vincenzo de Villas, procuratore della nobile famiglia, chiedeva al Governo austriaco il rimborso delle annualità arretrate.

## Residenze dei Lodron
Queste sono alcune dimore che i Lodron hanno costruito o hanno abitato.
| Comune                        | Regione             | Provincia            | Struttura                                                                                           |
| ----------------------------- | ------------------- | -------------------- | --------------------------------------------------------------------------------------------------- |
| Lodrone                       | Trentino-Alto Adige | Trento               | Palazzo Lodron o della Muta o Bavaria, Castello di Santa Barbara e Palazzo del Caffaro              |
| Bondone                       | Trentino-Alto Adige | Trento               | Castello di San Giovanni                                                                            |
| Caderzone Terme               | Trentino-Alto Adige | Trento               | Palazzo Lodron Bertelli                                                                             |
| Turano                        | Lombardia           | Provincia di Brescia | Casa Lodron o Casa del Dazio o Casa Marzadri                                                        |
| Salò                          | Lombardia           | Provincia di Brescia | Palazzo Lodron o Convento di Santa Giustina o Collegio Civico                                       |
| Pieve di Bono-Prezzo          | Trentino-Alto Adige | Trento               | Castel Romano                                                                                       |
| Trento                        | Trentino-Alto Adige | Trento               | Palazzo Calepina                                                                                    |
| Morsasco                      | Piemonte            | Alessandria          | Castello Caderzone Terme Trentino Alto Adige Provincia di Trento Maso Curio Palazzo Lodron Bertelli |
| Cimbergo                      | Lombardia           | Brescia              | Castello di Cimbergo                                                                                |
| Concesio                      | Lombardia           | Brescia              | Casa Montini (casa natale di Papa Paolo VI)                                                         |
| Nogaredo                      | Trentino-Alto Adige | Trento               | Palazzo Lodron                                                                                      |
| Nogaredo                      | Trentino-Alto Adige | Trento               | |
| Castellano                    | Trentino-Alto Adige | Trento               | Castello di Castellano                                                                              |
| Appiano sulla Strada del Vino | Trentino-Alto Adige | Bolzano              | Castel Freudenstein                                                                                 |
| Innsbruck                     | Austria             | Tirolo               | Palazzo Lodron                                                                                      |
| Stumm                         | Austria             | Tirolo               | Castello                                                                                            |
| Himmelberg                    | Austria             | Carinzia             | Castello di Piberstein                                                                              |
| Salisburgo                    | Austria             | Salisburghese        | Palazzi dei maggiorascati di primogenitura e secondogenitura                                        |
| Gmünd in Kärnten              | Austria             | Carinzia             | Castello                                                                                            |
| Haag an der Amper             | Germania            | Baviera              | Castello                                                                                            |